# Treball virtual
El treball virtual d'un sistema és el treball resultant tant de les forces virtuals que actuen mitjançant un desplaçament real o de les forces reals que actuen mitjançant un desplaçament virtual. En aquest tema, el terme desplaçament es pot referir tant a translació com a rotació, i el terme força a una força o un moment. Quan les quantitats virtuals són variables independents llavors són anomenades arbitràries: que ho siguin és una característica essencial que permet treure importants conclusions a partir de relacions matemàtiques. Per exemple, en la relació matricial
{\displaystyle \mathbf {R} ^{*T}\mathbf {r} =\mathbf {R} ^{*T}\mathbf {B} ^{T}\mathbf {q} },
si {\displaystyle \mathbf {R} ^{*}} és un verctor arbitrari, llavors es pot concloure que {\displaystyle \mathbf {r} =\mathbf {B} ^{T}\mathbf {q} }. D'aquesta manera, les quantitats arbitràries desapareixen dels resultats finals.

## Principi del treball virtual per forces aplicades en equilibri estàtic
Es considera un sistema de partícules, i, en equilibri estàtic. La força total en cada partícula és
{\displaystyle \mathbf {F} _{i}^{(T)}=0}
Sumant el treball exercit per la força sobre cada partícula que actua mitjançant un desplaçament virtual arbitrari, {\displaystyle \delta \mathbf {r} _{i}}, del sistema porta a una expressió pel treball virtual que ha de ser zero, ja que les forces són zero:
{\displaystyle \delta W=\sum _{i}\mathbf {F} _{i}^{(T)}\cdot \delta \mathbf {r} _{i}=0}.
L'equació vectorial original pot ser recuperada reconeixent que l'expressió del treball ha de funcionar per desplaçaments arbitraris virtuals. Separant les forces en forces aplicades, {\displaystyle \mathbf {F} _{i}}, i forces de lligadura, {\displaystyle \mathbf {C} _{i}}, dona
{\displaystyle \delta W=\sum _{i}\mathbf {F} _{i}\cdot \delta \mathbf {r} _{i}+\sum _{i}\mathbf {C} _{i}\cdot \delta \mathbf {r} _{i}=0}
Si els desplaçaments virtuals arbitraris s'assumeixen que són en direccions ortogonals a les forces de lligadura, aquestes no fan treball. Aquests desplaçaments es diu que són consistents amb les forces de lligadura. Això porta a la formulació del principi del treball virtual per forces aplicades en equilibri estàtic, que postula que les forces aplicades a un sistema estàtic no fan treball virtual:
{\displaystyle \delta W=\sum _{i}\mathbf {F} _{i}\cdot \delta \mathbf {r} _{i}=0}
Això també es correspon al principi per sistemes accelerats, anomenat principi de d'Alembert, que forma la base teòrica per la mecànica lagrangiana.